# Pré-cordilheira

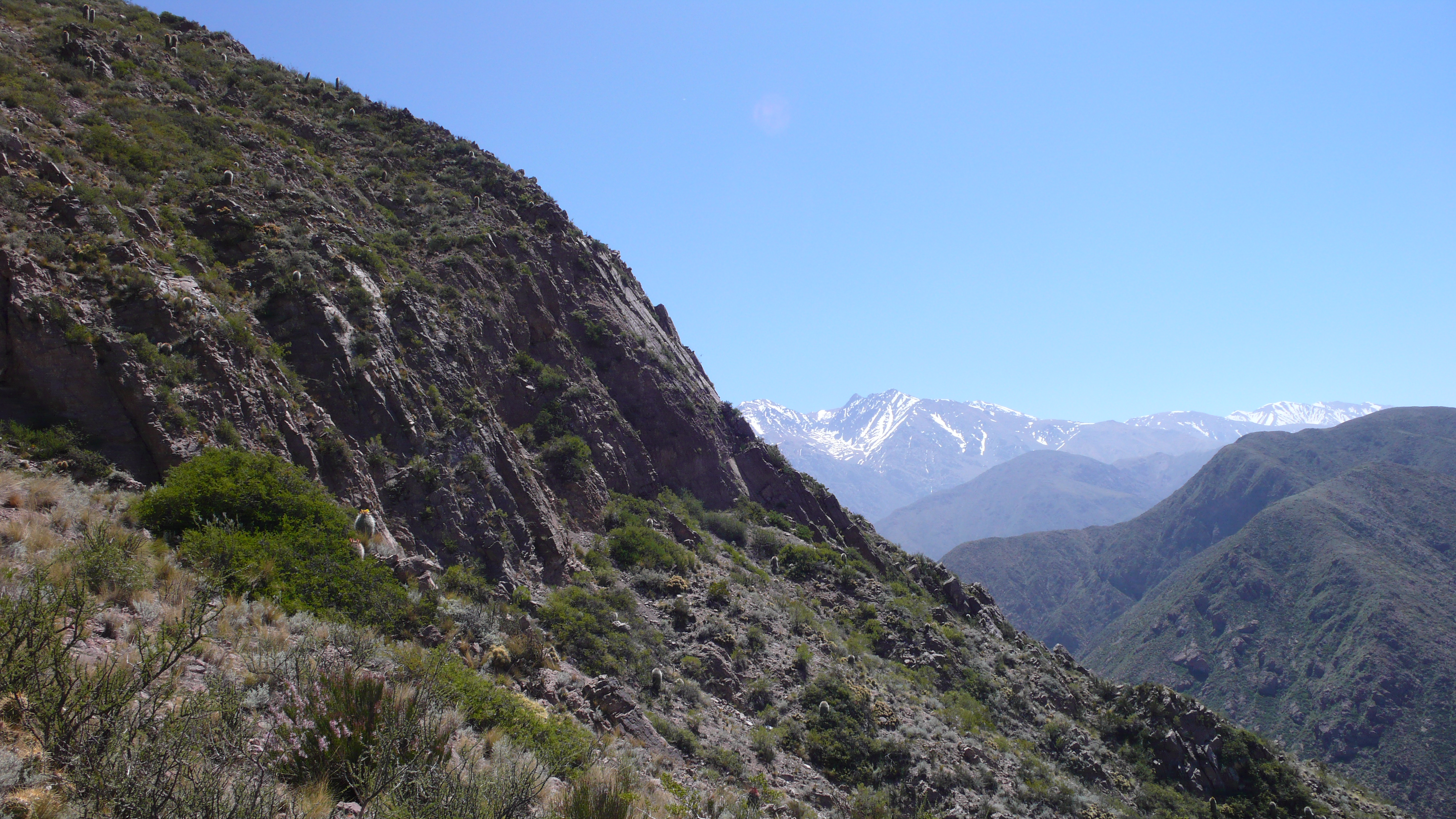
A pré-cordilheira na Província de Mendoza, Argentina

Pré-cordilheira é o nome com o que se denominam as estribações mais baixas de uma cadeia montanhosa, sendo principalmente utilizado na Argentina e Chile em relação a Cordilheira dos Andes.
No Chile, a pré-cordilheira é às vezes considerada como uma das estruturas morfológicas da geografia nacional, em conjunto com as Planícies dos Litorais, a Cordilheira da Costa do Pacífico Sul, a Depressão Intermédia e a Cordilheira dos Andes.